# لورا بانون
لورا بانون (بالإنجليزية: Laura Bannon)‏ هي كاتبة للأطفال وكاتِبة أمريكية، ولدت في 1895، وتوفيت في 14 ديسمبر 1963.